# Spetsvinklad fältmätare
Spetsvinklad fältmätare, Dysstroma citrata, är en fjärilsart som beskrevs av Carl von Linné 1761. Spetsvinklad fältmätare ingår i släktet Dysstroma och familjen mätare, Geometridae. Arten är reproducerande i Sverige. Fem underarter finns listade i Catalogue of Life, Dysstroma citrata islandicaria Heydemann, 1929, Dysstroma citrata mulleolata Hulst, 1881, Dysstroma citrata nyiwonis Matsumura, 1925, Dysstroma citrata pythonissata Millière, 1872 och Dysstroma citrata unicolorata Staudinger, 1871.

## Bildgalleri

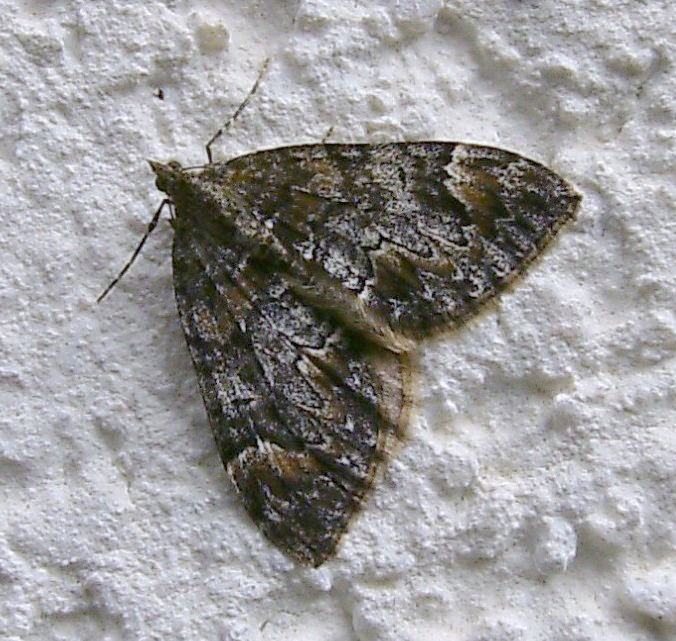
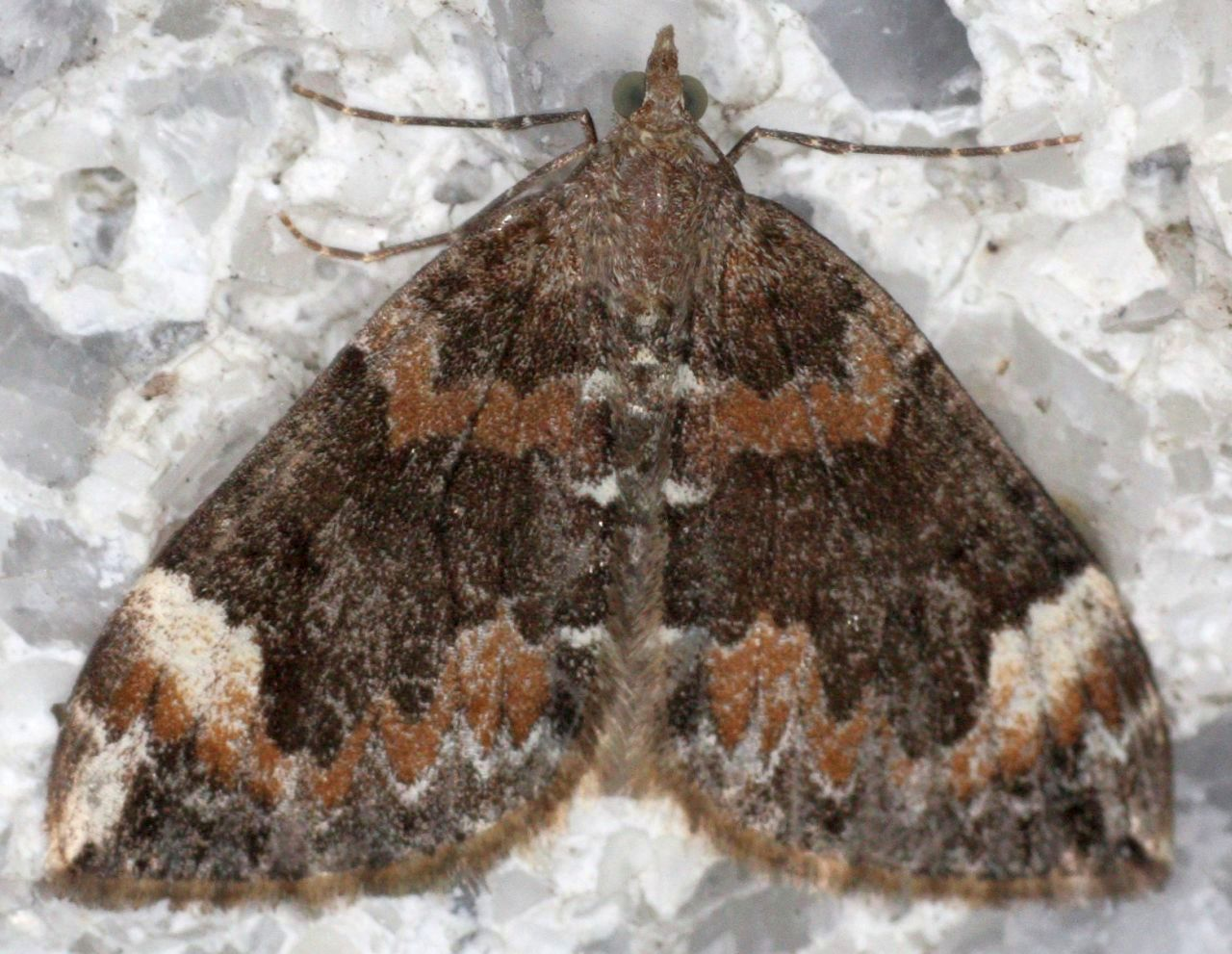
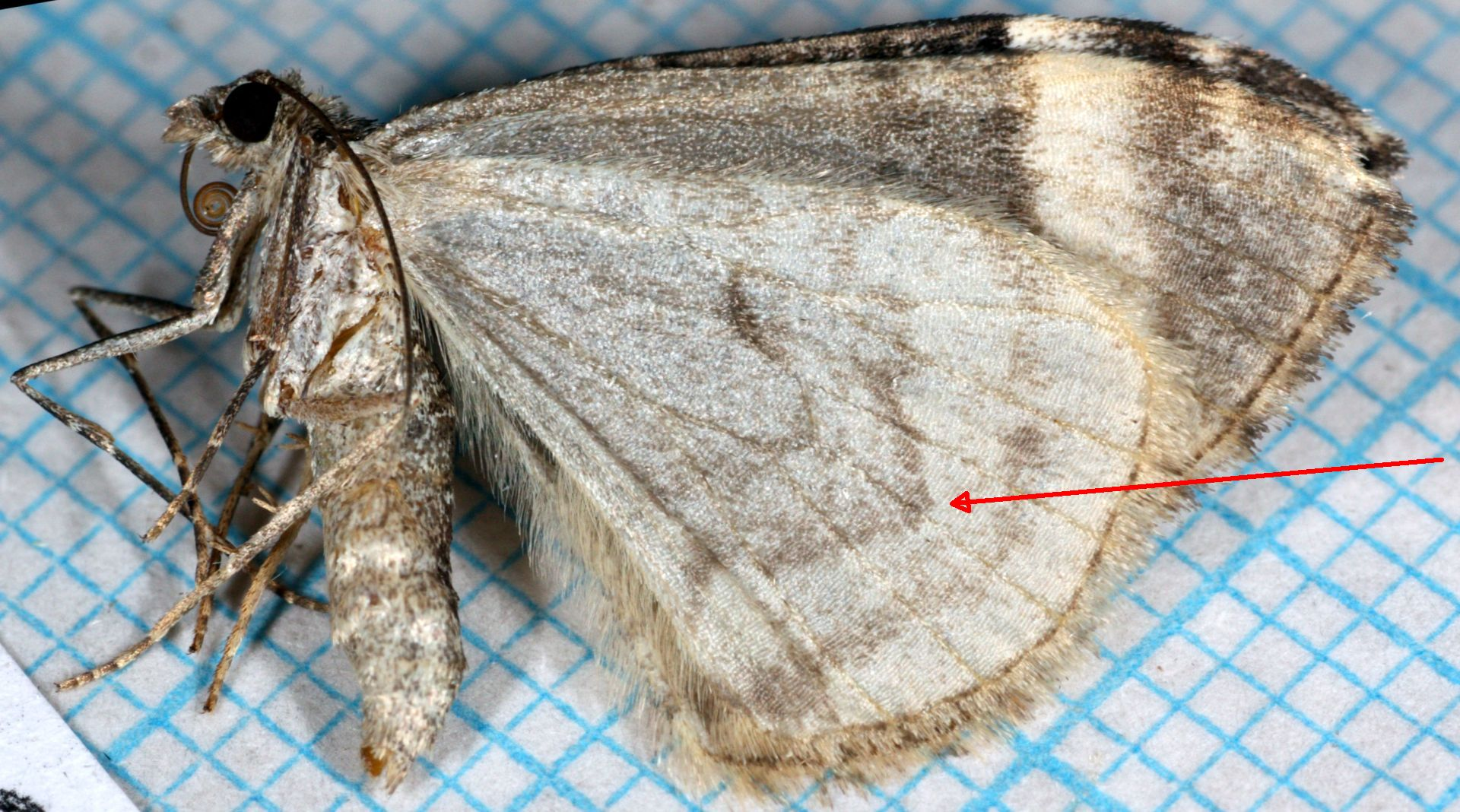